# Nikolaï Ivanovitch Lorer
Nikolaï Ivanovitch Lorer (en russe : Николай Иванович Лорер) (1794 - Poltava, mai 1873) est un militaire russe et un décabriste.

## Biographie
Il est issu d'une famille noble du gouvernement de Kherson et fut major au 102e régiment d'infanterie Viatski.
Vétéran de la Campagne de Russie, il fut membre de la société du Nord vers mai 1824 et de la société du sud en 1825. Après l’insurrection décabriste il fut condamné le 10 juillet 1826 à une peine de douze ans de travaux forcés, réduite à huit ans de servitude pénale.
Le 17 mars 1827, il fut incarcéré à la prison de Tchita. Trois ans plus tard il rejoignit ses compagnons à l'usine Petrovski. En 1832, avec Mikhaïl Mikhaïlovitch Narychkine, il fut exilé à Kourgan (province de Tobolsk). En 1837, avec d'autres décabristes, il fut transféré dans le Corps du Caucase et servit dans le régiment d'infanterie Tenginski. Amnistié en 1856, il s'établit à Poltava où resta jusqu'à sa mort. Il rédigea également ses mémoires.